# Fiat Toro
Il Fiat Toro (codice Tipo 226) è un pick-up prodotto dalla filiale brasiliana della casa automobilistica italiana FIAT a partire dal 2016 e destinato, inizialmente, solo al mercato sudamericano.

## Il contesto
Nella gamma di pick-up FIAT disponibili, si inserisce tra il Fiat Strada di dimensioni inferiori e il Fiat Fullback di dimensioni superiori. È realizzato sullo stesso pianale Small US Wide utilizzato da altre vetture del gruppo Fiat Chrysler Automobiles (come la Jeep Renegade, il Fiat Doblò, Fiat 500L e Fiat Tipo).
Al lancio dispone di una gamma di motori che va dal 1,8 litri a doppia alimentazione (benzina ed etanolo) da 138 CV al 2,0 l turbodiesel Multijet da 170 CV, già utilizzato per la Fiat Freemont, il SUV della casa.
È disponibile in due allestimenti, Freedom e Volcano; in base alle versioni dispone di trazione anteriore o trazione integrale, nonché di cambi sia manuali che automatici a 6 rapporti di origine Aisin o 9 rapporti di origine ZF. Viene prodotto nello stabilimento di Goiana, Pernambuco in Brasile sfruttando la stessa linea produttiva della Jeep Renegade destinata al mercato sud americano.